# 董似穀
董似穀，字蓉初，江蘇省常州府武進縣（今屬常州市）人，寄籍順天府大興縣（今屬北京市）。清朝政治人物。
道光十八年（1838年）戊戌科進士。選翰林院庶吉士，散館授編修。官至江西南安府知府，署糧道。 女儿董舜畹（探梅），女婿盛宣怀。